# Радіостанції Запоріжжя

## Сучасний стан
З набуттям Україною незалежності у 1991 році розпочався й новий період в історії українського радіомовлення, що на той час вже велося в діапазонах довгих, середніх, коротких та ультракоротких хвиль, а також на мережі проводового мовлення. Було реорганізовано систему державного радіомовлення, яке відтоді здійснюється по трьох каналах внутрішньодержавного мовлення, а також має Всесвітню службу, а крім того врешті почали з'являтися українські недержавні радіостанції, які досить швидко завоювали перші місця в рейтингах популярності. Особливо цьому сприяло відкриття в Україні верхньої частини УКХ-діапазону (FM), адже більшість радіоприймачів, які випускаються у світі, розраховані на прийом станцій саме у цій смузі частот.
Наразі українське радіомовлення складається вже не лише з ефірних та проводових станцій. Активно використовуються супутникові канали зв'язку, які зробили можливим створення великих мережевих радіокомпаній, з'явилися інтернет-радіостанції.

### Радіостанції верхнього піддіапазону FM ЧМ в Запоріжжі
| Частота, МГц | Назва              | Логотип | Юридична особа                              | Ліцензія                                   | Потужність передавача | Сайт                  | Формат                   | Передавач           | RDS |
| ------------ | ------------------ | ------- | ------------------------------------------- | ------------------------------------------ | --------------------- | --------------------- | ------------------------ | ------------------- | --- |
| 87,8         | Радіо Культура     |         | АТ «НСТУ»                                   | L11-01063                                  | 1 кВт                 |                       | News/Talk                | ЗФКРРТ              | |
| 88,3         |                    |         |                                             |                                            | 0,5 кВт               |                       |                          | ЗФКРРТ              | |
| 88,8         | Радіо М            |         | ТОВ ТРК "Можливість"                        | L11-01710                                  | 0,5 кВт               | radiom.ua             | Релігійно-просвітницький | РПЦ Великий Луг     | |
| 89,9         | Radio Jazz         |         | ТОВ «Ч К»                                   | L11-01684                                  | 0,5 кВт               | radiojazz.ua          | Jazz                     | РПЦ Ностальжі       | |
| 91,2         | Армія FM           |         | Центральна ТРС Міністерства оборони України | Тимчасовий дозвіл від 28 вересня 2023 року | 0,5 кВт               | armyfm.com.ua         | AC                       | ЗФКРРТ              | |
| 94,1         | Радіо П'ятниця     |         | ТОВ "Новий обрій"                           | L11-01689                                  | 2 кВт                 | radiopyatnica.com.ua  | Hot AC                   | ЗФКРРТ              | 94.1MHz / Radio P`iatnytsia Zaporizhzhia Tel: 0 800 332 708 (dynamic) ***** Pop Music ***** PI Code: 6211 + AF        |
| 96,8         | Радіо Марія        |         | ПП РК "Супер-Нова"                          | Тимчасовий дозвіл від 12 червня 2025 року  | 0,5 кВт               | radiomaria.org.ua     | Релігія                  | ЗФКРРТ              | |
| 97,4         | NovaLine           |         | ТОВ ТРК "МАТРІКС+"                          | Тимчасовий дозвіл від 29 травня 2025 року  | 2 кВт                 | novaline.fm           | Dance                    | ЗФКРРТ              | |
| 99,3         | Classic Radio      |         | ТОВ «Ч К»                                   | Тимчасовий дозвіл від 23 січня 2025 року   | 0,5 кВт               | classicradio.ua       | Classic                  | РПЦ Ностальжі       | |
| 100,3        | Країна FM          |         | ПрАТ РК "ГАЛА"                              | L11-00552                                  | 1 кВт                 | krainafm.com.ua       | Ukrainian Music          |                     | |
| 100,8        | Radio ROKS         |         | ТОВ ТРК "Місто ФМ"                          | L11-00323 / L11-00647                      | 1 кВт                 | radioroks.ua          | Rock                     | РПЦ Ностальжі       | |
| 101,3        | Перець FM          |         | ТОВ "РК КЛАС"                               | L11-01201                                  | 0,5 кВт               | perec.fm              | Top 40                   | РТПЦ ТРК «Алекс ТВ» | PEREC FM ***** Pop music ***** PI code: 6288                                                                          |
| 101,8        | Радіо Максимум     |         | ТОВ „Радіостанція „Великий Луг”             | L11-00419                                  | 0,2 кВт               | maximum.fm            | AC                       | РПЦ Великий Луг     | |
| 102,2        | Люкс FM            |         | ДП ТРК "Класик"                             | L11-00603                                  | 0,1 кВт               | lux.fm                | Hot AC                   | РПЦ Великий Луг     | Lux FM / 102,2 FM / Lux FM / 2131-018 / Lux FM / 102,2 FM ***** Pop Music ***** PI Code: 1047 + AF                    |
| 102,7        | Radio NV           |         | ТОВ ТРК "Радіо-Ера"                         | L11-00051                                  | 0,5 кВт               | radio.nv.ua           | News/Talk                | ЗФКРРТ              | RADIO NV + RT: RADIO NV Zaporizhzhya ***** PI code: 62D3                                                              |
| 103,1        | Kiss FM            |         | ТОВ РК "Ностальжі"                          | L11-00871                                  | 1 кВт                 | kissfm.ua             | Dance                    | РПЦ Ностальжі       | |
| 103,7        | Українське радіо   |         | АТ «НСТУ»                                   | L11-01052                                  | 1 кВт                 | nrcu.gov.ua           | News/Talk                | ЗФКРРТ              | |
| 104,1        | Радіо Байрактар    |         | ТОВ ТРО "Радіо Україна"                     | L11-00659                                  | 0,5 кВт               | radiobayraktar.com.ua | Українська музика        | РПЦ Ностальжі       | |
| 104,5        | Шлягер FM          |         | ТОВ ТРК "Контакт"                           | L11-00244                                  | 1 кВт                 | shlager.fm            | AC                       | РПЦ Ностальжі       | SHLAGER + RT: Shlager - Reklama 097 2369 000 - shlager.fm ***** PI code: 62D8 + AF: 101,0 104,7, 102,2                |
| 105,1        | Радіо Ми — Україна |         | ТОВ «ГЛАС-МЕДІА»                            | L11-01988                                  | 1 кВт                 | weua.fm               | AC                       | ЗФКРРТ              | 105,1 FM / MY-UKRAINA FM (dynamic) ***** PI code: 6240                                                                |
| 105,6        | Наше радіо         |         | ТОВ "Наше радіо"                            | L11-00354                                  | 1 кВт                 | nasheradio.ua         | AC                       | РПЦ Ностальжі       | NASHE / RADIO 105.MHz ZAPORIZHZHIA (dynamic) ***** Pop Music + RT: RADIO ZAPORIZHZHIA 105.MHz ***** PI code 62E8 + AF |
| 106,2        | Радіо Промінь      |         | АТ «НСТУ»                                   | L11-01064                                  | 1 кВт                 | promin.fm             | News/Talk                | ЗФКРРТ              | |
| 106,6        | Хіт FM             |         | ТОВ ТРК "Медіа маркет"                      | L11-00151                                  | 1 кВт                 | hitfm.ua              | Hot AC/AC                | РПЦ Ностальжі       | |
| 107,0        | Авторадіо          |         | ТОВ "Авторадіо Україна"                     | L11-01872                                  | 1 кВт                 | avtoradio.ua          | AC                       | ЗФКРРТ              | AVTO / Radio 107.0.MHz Zaporizhzhia Tel: 0 800 332 708 (dynamic) ***** PI code: 62F1 + AF                             |
| 107,5        | Мелодія FM         |         | ТОВ РК "Ностальжі"                          | L11-00502                                  | 1 кВт                 | melodiafm.ua          | AC                       | РПЦ Ностальжі       | |
| 107,9        | Radio Relax        |         | ТОВ "ТРК Онікс"                             | L11-00161                                  | 1 кВт                 | radiorelax.ua         | Easy Listening           | РПЦ Ностальжі       | |

### Радіостанції нижнього піддіапазону УКХ ЧМ в Запоріжжі
| Частота, МГц | Назва            | Сайт              | Формат    | Передавач |
| ------------ | ---------------- | ----------------- | --------- | --------- |
| 69,92        | Радіо «Еммануїл» | svitle.org        | News/Talk | ЗФКРРТ    |
| 71,51        | Радіо Марія      | radiomaria.org.ua | News/Talk | ЗФКРРТ    |